# Bruce A. Evans
Bruce Anslie Evans (Long Beach, 19 settembre 1946) è un regista, scenografo e produttore cinematografico statunitense.

## Filmografia

### Sceneggiatore
- Un uomo, una donna e una banca (A Man, a Woman and a Bank), regia di Noel Black (1979)
- Starman, regia di John Carpenter (1984)
- Stand by Me - Ricordo di un'estate (Stand by Me), regia di Rob Reiner (1986)
- Accadde in paradiso (Made in Heaven), regia di Alan Rudolph (1987)
- Poliziotto in blue jeans (Kuffs), regia di Bruce A. Evans (1992)
- Corsari (Cutthroat Island), regia di Renny Harlin (1995)
- Da giungla a giungla (Jungle 2 Jungle), regia di John Pasquin (1997)
- Mr. Brooks, regia di Bruce A. Evans (2007)

### Produttore
- Starman, regia di John Carpenter (1984)
- Stand by Me - Ricordo di un'estate (Stand by me) (Stand by Me), regia di Rob Reiner (1986)
- Accadde in paradiso (Made in Heaven) (Made in Heaven), regia di Alan Rudolph (1987)
- Assassins, regia di Richard Donner (1995)

### Regista
- Poliziotto in blue jeans (Kuffs) (1992)
- Mr. Brooks (2007)